# Malé Benátky (České Budějovice)
Malé Benátky jsou koupaliště v rekreačním areálu u Malého jezu v Českých Budějovicích. Jeho vznik iniciovala povodeň a také stoupající znečištění Vltavy ve 20. století.

## Předcházející události
V noci z 25. na 26. srpna 1925 došlo k přívalovým lijákům, které zvýšily hladinu Malše a Vltavy 2,8 metru nad normál. V důsledku těchto povodní prorazila voda Mlýnské stoky v oblasti Malého jezu do Malše.
Z důvodu znečištění Vltavy zaniklo v roce 1930 koupaliště pod Dlouhým mostem a v roce 1931 začala městská vodárna odebírat vodu z Malše nad Velkým jezem (tehdy nazývaným Špitálský jez). V souvislosti s tím došlo usnesením městské rady z 11. června 1931 k zákazu koupání v Malši na lokalitě U Špačků v rozsahu od Velkého jezu až ke stodole děkanského dvora. Během dvou let tak zanikla dvě říční koupaliště v Českých Budějovicích.

## Vznik
Šest let po povodních, 26. června 1931, přijala městská rada usnesení zřídit v místě prorvy (povodní vytvořeného kanálu) koupaliště nazvané Malé Benátky:
| „                             | Usnes. měst. rady z 26. června t. r. zřizuje se na řece Malši veřejné koupaliště a to pro dospělé mezi pivovarským jezem a železničním mostem, pro děti pak v místech prorvy na pozemku t. zv. „Malé Benátky“. Koupající veřejnost se žádá, aby šetřila úrody a plodin na okolních loukách a polích. Poškozování majetku neb úrody zjištěno bude dozor mající stráží bezpečnosti a stíháno dle platných předpisů o polním pychu. | “ |
| — Jihočeské listy, 1. 8. 1931 | |   |

V září 1931 žádala sociální demokracie „v otázce zdravotní péče“ zřízení městských lázní a veřejného koupaliště u Malého jezu. V září 1932 informoval týdeník Jihočech o záměru zrušit koupaliště Malé Benátky, které bylo „eldorádem tisíců dětí z celého světa“ v souvislosti s regulací toku Mlýnské stoky. Doporučil, aby (namísto zániku koupaliště) bylo napájení vyřešeno usazením roury vedoucí z Mlýnské stoky do míst přirozených bazénů vzniklých po povodni, které měly s regulací zaniknout. Úprava koupaliště byla financována mimo jiné z výnosu představení Klicperovy hry Divotvorný klobouk v Jihočeském divadle a dílem i z veřejné sbírky z března 1934 pořádané nezaměstnanými pracovníky Pomocného sboru města Českých Budějovic. Začátkem května dokončili dobrovolníci a Pomocný sbor uložení proplachového potrubí a úpravu koupaliště. Na louce propůjčené panem Petrášem vznikly převlékací kabiny (šatny). Roku 1935 jich bylo k dispozici 44.

## Údržba
V roce 1934 vzniklo Komité pro upravení dětského koupaliště na Malši. Mezi lety 1935 a 1950 o Malé Benátky pečoval spolek Dětské a lidové koupaliště na Malši v Českých Budějovicích. Úřadoval v Havlíčkově kolonii v restauraci U Havlíčka. Za období druhé světové války byla údržba minimální, ale ještě na počátku 50. let zůstával stav areálu dobrý. Po vydatných deštích 8. až 9. července 1954 přišla povodeň, která koupaliště poškodila. Až v 60. letech začaly Technické služby města uvažovat o investici. Studii nazvanou Rekreace – Malše (Malák a Benátky) zpracoval v roce 1966 Ing. arch. Vítů, ovšem rozpočet vycházel na 10 miliónů Kčs, což byla neprůchozí částka. Nový pokus nastal v 70. letech. V roce 1972 vytáhlo město z šuplíku studii z roku 1966, označilo ji za zastaralou a vrátilo zpět do šuplíku. Koupaliště bylo zrekonstruováno až kolem přelomu století. K další rekonstrukci došlo v roce 2025, kdy byla rozšířena relaxační zóna u Malého jezu. Krom úpravy brouzdaliště vznikla i nová loděnice a několik hřišť pro děti.